# Железнодорожный район (Ульяновск)
Железнодорожный район — один из четырёх районов Ульяновска, занимает южную часть города.

## География
Район расположен между реками Волга и Свияга и граничит с Ленинским, Засвияжским районами города, Городским округом Новоульяновска и  Ульяновским районом области. Общая площадь составляет 74 км². Южные окраины района традиционно называют «Киндяковка».
В 1966 году в городскую черту была включена Винновка, в 1971 году — п.Опытное Поле , в 1978 году — территория посёлка Ульяновского лесничества Ульяновского района. В 1985 году был образован Набережненский сельский Совет (Посёлок имени Карамзина) и передан в административное подчинение Железнодорожного района Ульяновска. Решением Ульяновского облисполкома от 3 мая 1988 г. № 200 переданы в административное подчинение Железнодорожному районному Совету народных депутатов г. Ульяновска: Белоключевский сельский Совет (село Белый Ключ),  Луговской сельский Совет (Луговое, Кувшиновка, Анненково, Пригородный, разъезд Анненково).
На территории района находится Винновская роща.

## Население
| 1970    | 1979    | 1989    | 2002    | 2009    | 2010    | 2012    |
| ------- | ------- | ------- | ------- | ------- | ------- | ------- |
| 76 938  | ↗89 811 | ↘89 716 | ↘80 261 | ↘75 241 | ↗86 785 | ↘85 865 |
| 2013    | 2014    | 2015    | 2016    | 2017    | 2018    | 2019    |
| ↘85 655 | ↘85 653 | ↘85 356 | ↘85 085 | ↘84 997 | ↘84 777 | ↘84 683 |
| 2020    | 2021    |         |         |         |         |         |
| ↘84 415 | ↗85 043 |         |         |         |         |         |

Району подчинены 12 сельских населённых пунктов общей численностью населения (сельское население) в 9226 чел. в 2019 году.

## История
Название району дана благодаря крупному ж/д узлу — проходящая по его территории Московско-Казанской, Волго-Бугульминской железных дорог и Волжской рокады (ныне всё —  Куйбышевская железная дорога), железнодорожному вокзалу (ныне Старый вокзал) и ж/д станции «Ульяновск I», станции «Киндяковка» (ныне Ульяновск-Центральный), станции «Ульяновск II», станции «Белый Ключ», остановочный пункт «878 км» (ныне «Анненковский лес»), разъезд Анненково, а также Императорский мост.
Впервые Железнодорожный район был образован 4 июня 1954 года Указом Президиум Верховного Совета РСФСР выделенный из части Сталинского района города Ульяновска. В состав района вошли: посёлок Киндяковка, слобода Туть, посёлок Борьба и посёлок мостостроительного поезда № 829 (основаны в 1942 г. со строительством Волжской рокады), УМЗ, пивзавод и жилые дома по волжскому косогору.
22 ноября 1958 года деление города на районы было упразднено.
В феврале 1960 года произошёл пуск первой очереди Ульяновского кожевенно-обувного комбината.                                                                                          
В 1965 году был построен Ульяновский речной порт и стал «портом пяти морей», здесь швартовались большие суда, класса «река-море».
7 января 1966 года Указом Президиума Верховного Совета РСФСР «Об образовании Железнодорожного района в городе Ульяновске Ульяновской области», вновь был образован район.На первой сессии районного Совета депутатов трудящихся 14 января 1966 года был образован исполнительный комитет. Его возглавил Н. А. Евстратов.

17 октября 1966 года Указом ПВС РСФСР в состав города была включена территория села Винновка.                                      

Когда начиналась подготовка к празднованию 100-летия со дня рождения В. И. Ленина, юбилейные объекты возводила вся страна. Строительные материалы везли из разных концов страны. Другие города направляли в помощь ульяновским строителям самых лучших, опытных специалистов. Они строили не только мемориальную зону, но и жизненно важные объекты. В 1970 году было сдано в эксплуатацию современное здание железнодорожного вокзала Ульяновск-Центральный на 900 пассажиров. С гостиницей, залами ожидания для пассажиров дальнего следования и пригородного сообщения, с рестораном и кафе. В программе строительства к ленинскому юбилею был разработан грандиозный план возведения «Всесоюзного пищевого комплекса», куда должно было войти шесть предприятий: кондитерская фабрика, молочный комбинат, хладокомбинат, винодельческий, пивоваренный и хлебозавод.                                                                                                  
8 февраля 1971 года в состав города была включена территория посёлка Опытное Поле .
31 декабря 1976 года открылся кинотеатр «Современник».
5 апреля 1978 года включена — территория посёлка Лесничества Белый Ключ Ульяновского района.
В 1985 году был образован Набережненский сельский Совет (Посёлок имени Карамзина) и передан в административное подчинение Железнодорожного района Ульяновска.
Решением Ульяновского облисполкома от 3 мая 1988 года № 200 переданы в административное подчинение Железнодорожному районному Совету народных депутатов г. Ульяновска: Белоключевский сельский Совет (село Белый Ключ), Луговской сельский Совет (Луговое, Кувшиновка, Анненково, Пригородный, разъезд Анненково).
С 1993 года в районе дислоцируется 29-й испытательный полигон войск связи Министерства обороны РФ (в\ч 74863) .  
С 2004 года в подчинение Железнодорожного района города включает следующие сельские населённые пункты: село Анненково, разъезд Анненково, село Белый Ключ, станция Белый Ключ, посёлок Загородный, посёлок имени Карамзина, деревня Кувшиновка, посёлок Лесничества Белый Ключ, село Луговое, посёлок Плодовый, посёлок Пригородный, ж/д казарма 880 км .

## Экономика
Район по праву называется Железнодорожным. Через него проходит важная железнодорожная магистраль Куйбышевской железной дороги. В районе находятся: ж/д станция Ульяновск-Центральный, ж/д станция Ульяновск I, ж/д станция Ульяновск II, ж/д станция Белый Ключ, разъезд Анненково. Императорский мост. Кроме этого в районе находится пассажирский Ульяновский речной порт и грузовой порт. Центральный городской пляж.
Одним из самых оживлённых автотранспортных въездов в город является южная автомагистраль (бывший Саратовский тракт). С утра и до позднего вечера по проспекту Гая, улице Локомотивной и Кирова едут тяжеловесные грузовики, автобусы и автомобили, доставляя нужные грузы и пассажиров.
В районе 205 промышленных предприятий, 203 строительные организации, 123 транспортных объединения.
Предприятия района выпускают: моторы для автомобилей (Ульяновский моторный завод), мебель (Ульяновский мебельный комбинат), трикотаж, кондитерские изделия (Кондитерская фабрика «Волжанка»), кожевенно-обувной комбинат, пивзавод «Трехсосенский», Ульяновский авторемонтный завод № 2, Ульяновский хлебозавод № 3 и многое другое.
Активно развивается торговля. Если раньше основными торговыми точками были магазины «Солнышко», «Заря», и филиал ЦУМа, но в настоящее время эта сфера резко расширилась: 569 предприятий торговли и общественного питания работает сейчас в районе. Действуют два рынка и популярный Центр по проспекту Гая, куда съезжаются покупатели со всего города.
Тепло в дома и на предприятия подает Ульяновская ТЭЦ-3.

## Культура
- Дом культуры «Киндяковка».Дом культуры «Киндяковка»
- ККК «Современник»
- Nebolshoy Театр
- Музей УМЗ[41]
- Музей истории Симбирского водопровод[42]

- ККК «Современник».
- Ульяновский ТЮЗ.

## Образование

### Высшие учебные заведения
- Ульяновский государственный университет

### Средние специальные учебные заведения
- Ульяновский техникум железнодорожного транспорта

### Гимназии, лицеи, школы
- Лицей № 40;
- Многопрофильный лицей № 11 им. В. Г. Мендельсона;
- Музыкальная школа;
- Школа № 46;
- Специальная (коррекционная) общеобразовательная школа № 39 VIII вида;
- Школа № 31 им. Героев Свири;
- Школа № 47;
- Школа № 62;
- Школа № 10[43];
- Школа № 58;
- Гимназия № 30;
- Симбирская общеобразовательная Гимназия;
- МОУ Школа-интернат № 87 специальная коррекционная первого вида;
- Школа № 48 имени Кожемякина;
- Детско-юношеская спортивная школа — 1 (ДЮСШ-1);

## Религия

###### Православные церкви
- Церковь Иоанна Предтечи[44];
- Храм Святых Иоакима и Анны[45];
- Часовня Георгия Победоносца;
- Храм Святого Великомученика Георгия Победоносца;
- Часовня во имя Святой Мученицы Ирины;
- Церковь Бессребрянников Космы и Дамиана Ассийских;
- Храм во имя преподобного Сергия Радонежского[46];
- Владимирская церковь, не действует.
- Успенский монастырь, утрачен;
- Крестовоздвиженская церковь, не действует.
- Церковь Петра и Павла, утрачена;
- Пантелеймоновская церковь, утрачена;
- Троицкая церковь, утрачена;

###### Мечети
- Махалля
- Медина

- Церковь Иоанна Предтечи.
- Часовня в честь Святого великомученика Георгия Победоносца.
- Часовня Георгия Победоносца.
- Церковь Иоанна Предтечи.
- Церковь бессребренников Космы и Дамиана Ассийских.

## Достопримечательности
- Вход в ПКО «Винновская роща».Винновка;
- Винновская роща[47];
- Мемориальная беседка Гончарова;
- Старый вокзал;
- Парк «Приморский»[47][48];
- Парк Строителям;
- Сквер 60-летия Великой Победы;

### Памятники
- Памятный знак «Дороги Великой Победы».Памятный знак «Дороги Великой Победы».Памятник медработникам.Памятник Петру и Февронии;
- Памятник «Яблоня-Дерево Жизни»;
- Памятник «Дерево влюбленных»;
- Памятник «Все возможно»;
- Памятник «Муки творчества»;
- Памятник «Мальчик с дудочкой»;
- Памятник «Эпос»;
- Памятник «Ангел»;
- Памятник «Цирк»;
- Памятник «Поэзия»;
- Памятник «Халяве»;
- Памятник медработнику.Памятник «Якорь» (установлен 2005 г. в честь 40-летия речпорту);
- Памятник медработникам (обл. больница);
- Памятник медработнику (скульпторы - Алексей Чебаненко и Михаила Баскаков, 6.2017, ул. Кирова)[49][50];
- Памятник ЗИС-5;
- Памятник паровозу Л-3291;
- Памятник строителям;
- Памятник «Дороги Великой Победы»;
- Памятник В. И. Ульянов-гимназисту;
- Памятник Г. Д. Гаю — памятник комдиву «Железной дивизии» Гаю Дмитриевичу Гаю;[51][52][53][54][55][56][57]
- Памятник «Морякам, речникам и юнгам флота, защитникам морских и речных рубежей России в годы ВОВ 1941—1945 гг.» (2000 г.)[58].
- Памятник-часовня Святого великомученика Георгия Победоносца (Сквер 50-летия СССР, ул. Кольцевая)[59];
- Памятник «Аллея героев ко Дню Победы» (сквер, ул. Кольцевая)[59];
- 21 июня 2018 года возле старого железнодорожного вокзала члены ульяновского мотоклуба «Ночные волки» открыли памятный знак «Дороги Великой Победы».

- Памятник "Якорь", к 40-летию Ульяновскому речпорту (2005).
- Памятник паровозу Л-3291.
- Памятник Ульянову-гимназисту,  1954 г.
- Памятник Гаю Дмитриевичу Гаю.
- Памятник паровозу серии Л-3291 «Победа».
- Памятник "Мост Дружбы".
- Скульптура "Дерево влюблённых".
- Памятный знак «Дороги Великой Победы».
- Памятник ЗИС-5.
- Монумент «Слава Строителям !».
- Стела у локомотивного депо.
- Памятник медработнику.

## Спорт
В районе действуют спортивные объекты: ДС «Автомобилист», Ледовый комплекс, стадионы «Локомотив» и «Мотор», спортивно-оздоровительный комплекс, Аква-клуб, клуб моржей Ульяновска, ДЮСШ-1, ФОК УлГУ, ФОК Центр бокса, СШОР по тхэквондо. Близ села Белый Ключ с 1960 года находится спортивный аэродром «Белый Ключ», принадлежащий школе ДОСААФ.                                                                                                                                                                                                                                                                             
- Стадион «Локомотив».
- СК «Мотор».
- ФОК УлГУ.
- ФОК «Центр Бокса».
- "СШОР по тхэквондо".
- СК «Аксель Арена».
- Бывшая Пантелеймоновская церковь использовалась как тренировочный зал спортшколы общества «Локомотив» и стадион, которого находился рядом.

## Происшествия
- 19 июля 1979 года в 19:39 на сортировочной горке, при столкновении вагона гружённый цементом в цистерну с бензином произошло возгорание. В огне сгорел Деповский посёлок (официальное название — поселок совхоза ОРСа № 5) — 8 бараков. В пожаре погибло 12 человек[61].
- 5 июня 1983 года в шестой несудоходный пролёт Императорского моста, врезался теплоход «Александр Суворов», погибло более 170 человек.